# Bauhinia forficata
Bauhinia forficata là một loài thực vật có hoa trong họ Đậu. Loài này được Link miêu tả khoa học đầu tiên.

## Hình ảnh

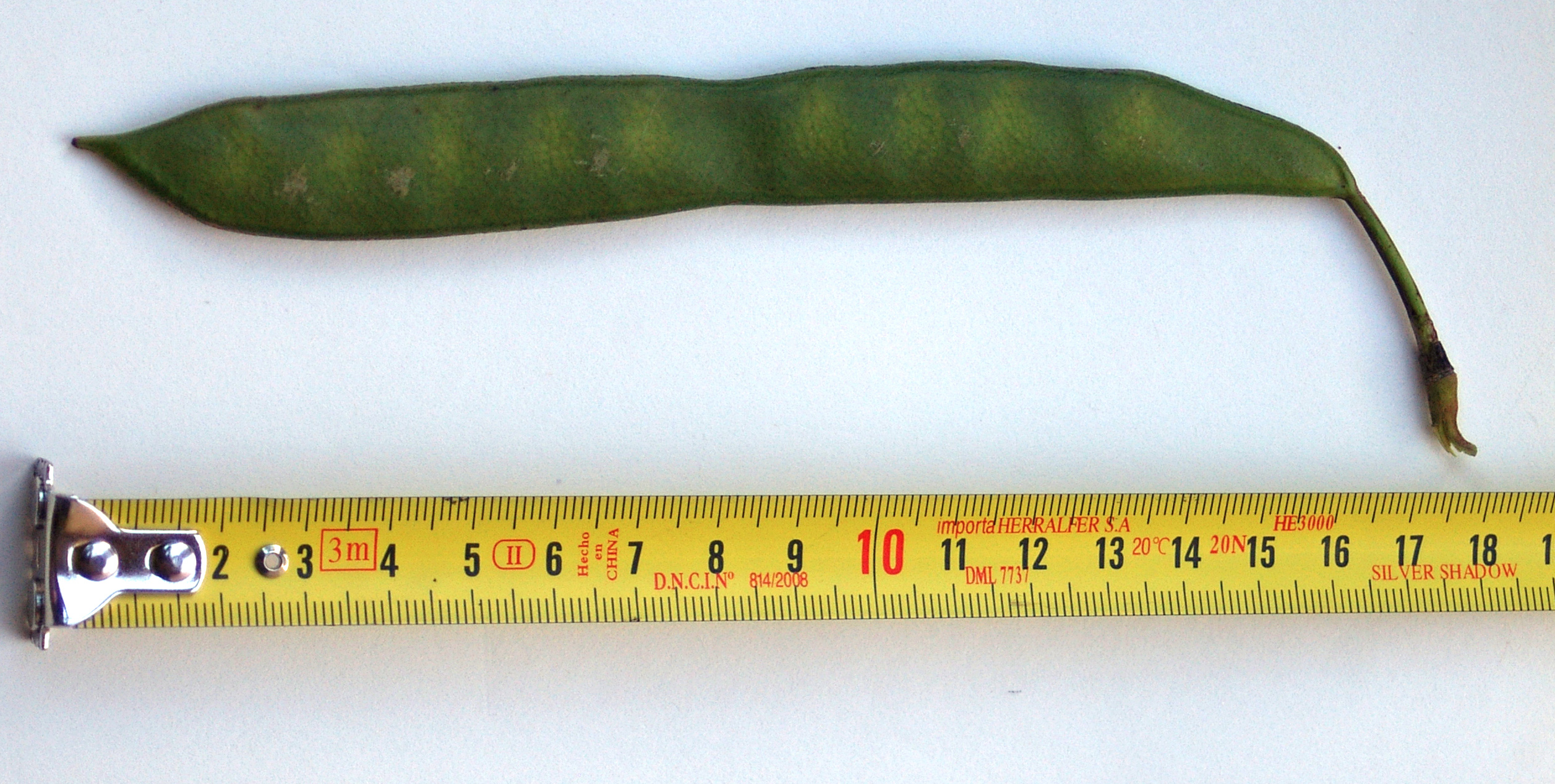
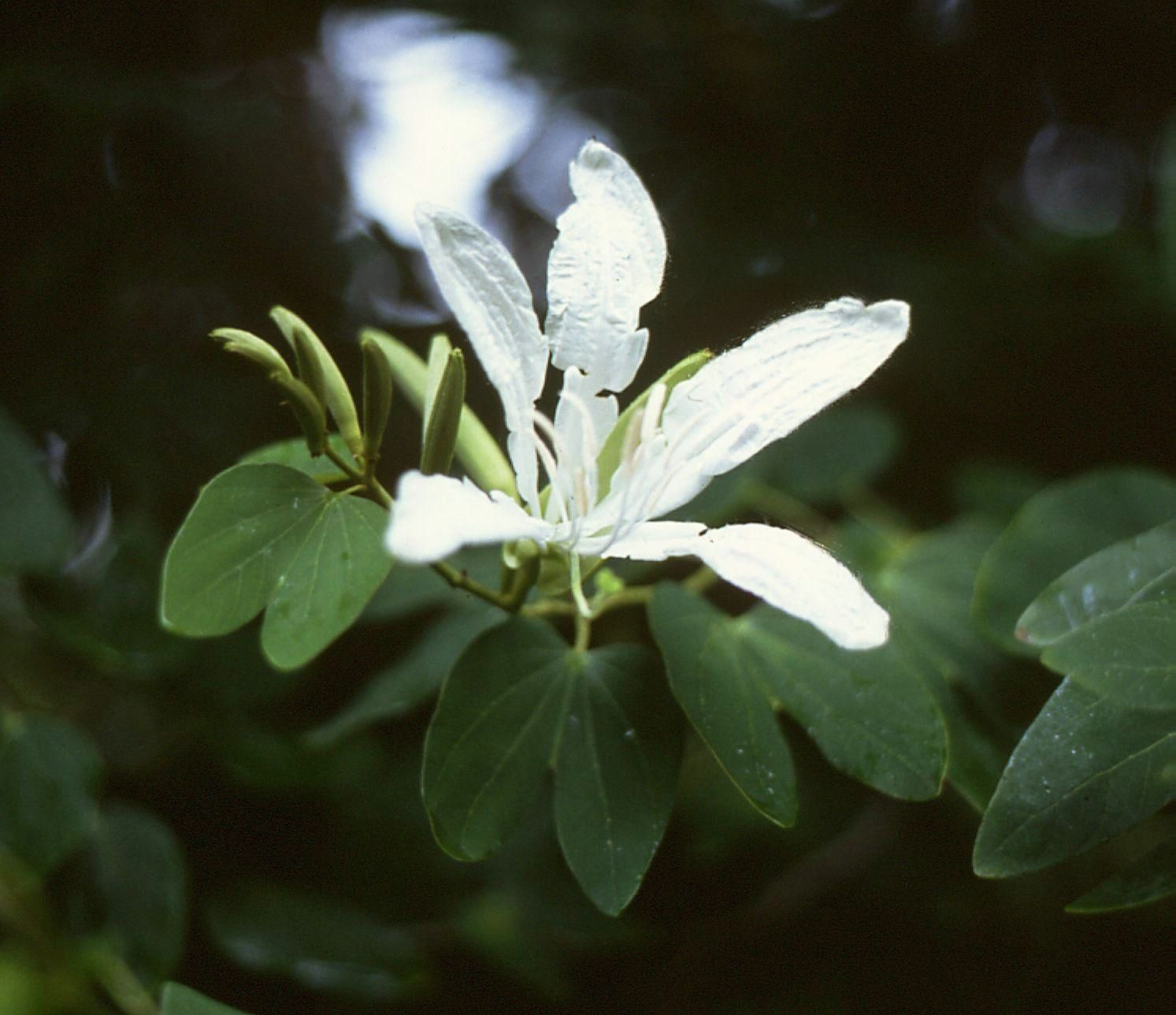
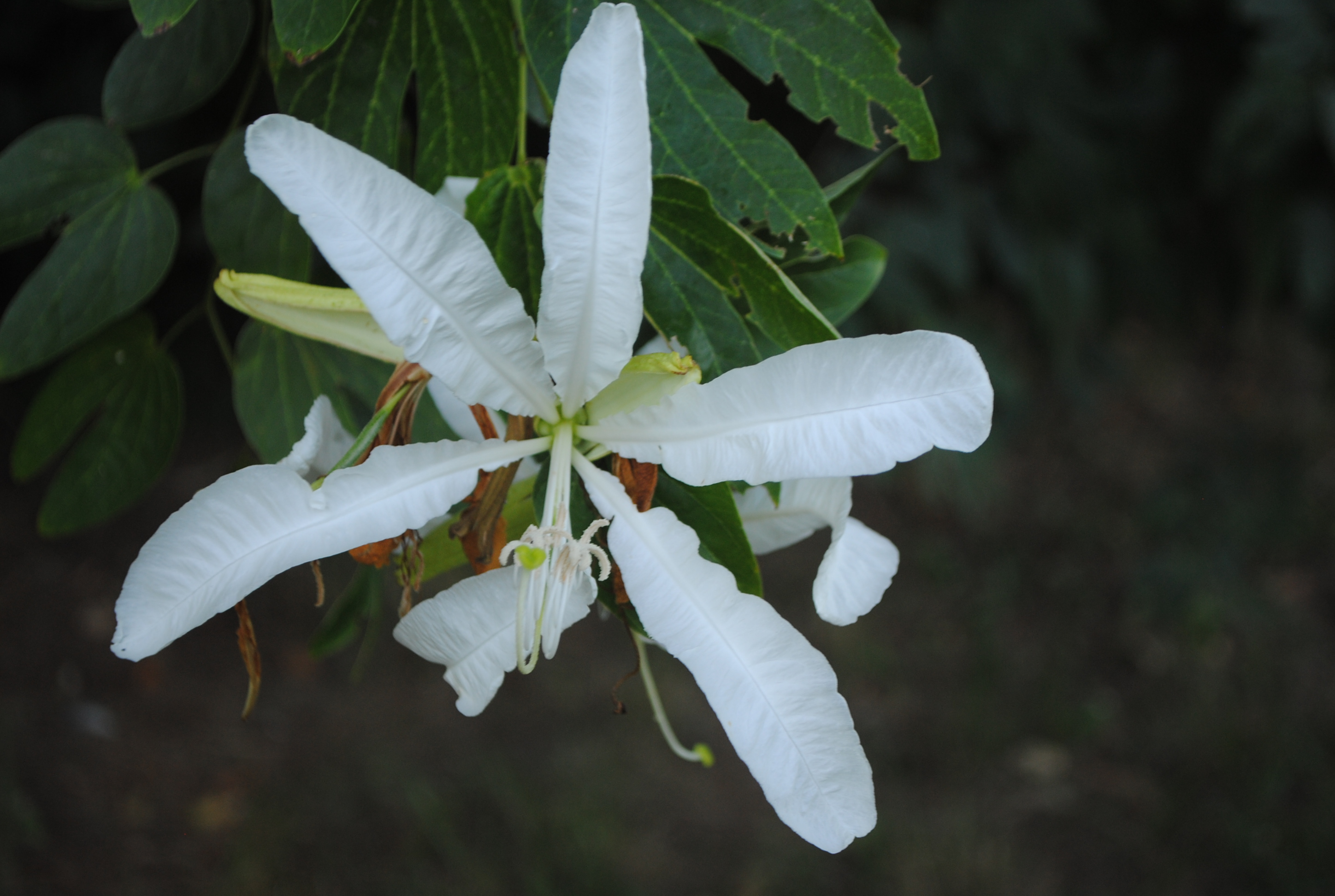
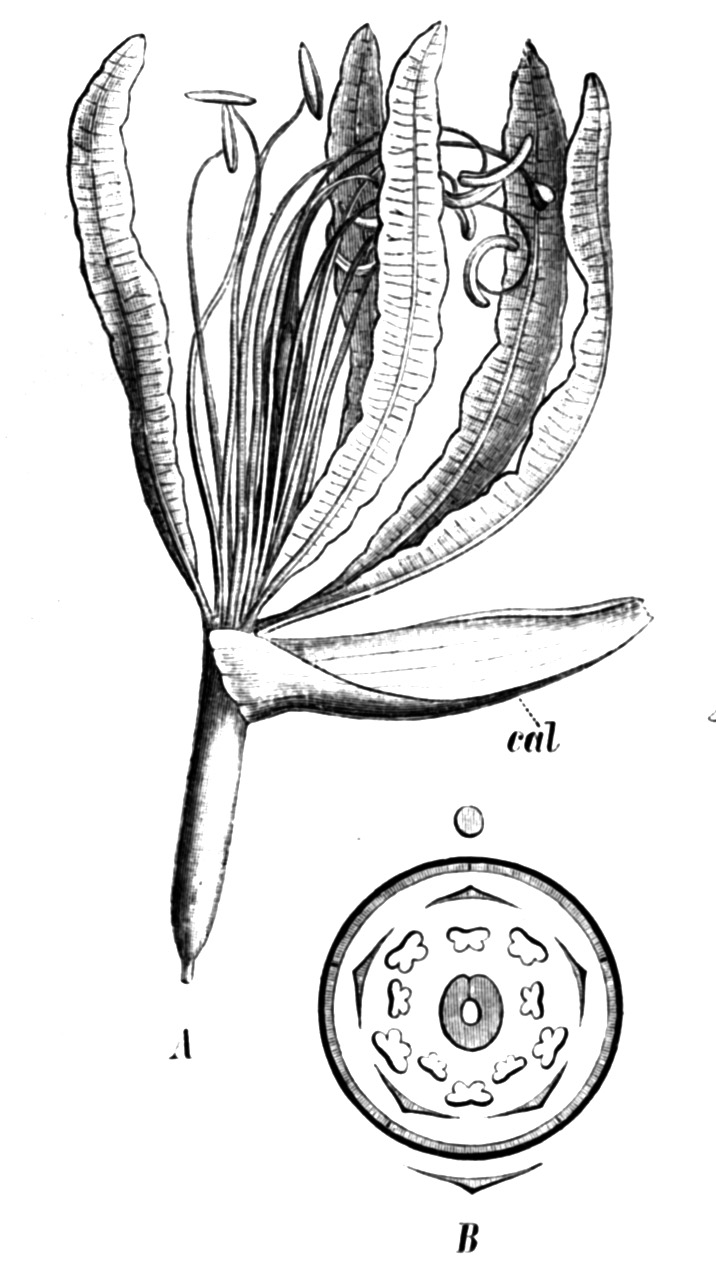